# Decatlon

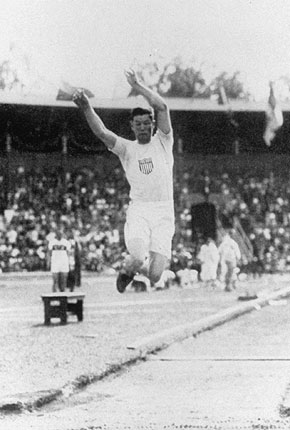

Decatlonul este o competiție sportivă desfășurată sub forma unei întreceri multidisciplinare, care se desfășoară pe parcursul a două zile, în timpul cărora au loc zece probe din domeniul atletismului. Rezultatele celor zece întreceri sportive sunt de fiecare dată convertite în puncte, acordate conform unui tabel de conversie standard pentru punctarea rezultatelor individuale. Tabelul de punctare se orientează după  recordurile mondiale existente la fiecare din cele 10 discipline, recorduri cotate cu câte 1200 de puncte. Învingător este declarat după două zile de întreceri sportivul decatlonist care a întrunit cea mai mare sumă de puncte pentru toate cele 10 discipline.
Denumirea decatlonului provenită din cuvintele grecești δέκα (déka, „zece”) și ἄθλον (áthlon, „faptă de erou”). Cele zece discipline sunt alese astfel încât sportivii decatloniști au nevoie atât de pregătire multilaterală cât și de rezistență deosebită în timp. Probele decatlonului cuprind patru probe de alergări, trei de sărituri și trei de aruncări.

## Istoric
Circuitul multilateral multidimensional provine din Jocurile Olimpice antice, unde sportivii antici concurau într-o combinație de mai multe discipline. Regulile decatlonului modern au fost elaborate în 1911, iar în 1912, ca disciplină separată, a fost inclusă în programul Jocurilor Olimpice. Tabelele de scoruri au fost revizuite în 1935, 1952 și 1962. Sistemul modern de numărare a fost adoptat în 1984 la congresul IAAF din Los Angeles.

## Cele zece discipline
- Prima zi: 100 metri, săritură în lungime, aruncarea greutății, săritură în înălțime și 400 metri.
- A doua zi: 110 m garduri, aruncarea discului, săritura cu prăjina, aruncarea suliței și 1500 metri.

Intervalul dintre probe trebuie să fie de cel puțin 30 de minute. Pentru sărituri (lungime, înălțime și prăjină) și aruncări (greutate, disc și suliță) participanții au trei încercări.

## Record

### Recordul mondial
Actualul record mondial la decatlon este de 9126 de puncte și aparține atletului francez Kévin Mayer (Ashton Eaton).